# Epidirona schoutanica
Epidirona schoutanica is een slakkensoort uit de familie van de Pseudomelatomidae. De wetenschappelijke naam van de soort is voor het eerst geldig gepubliceerd in 1911 door May.